# John Altobelli
John Edward Altobelli (Chicago, 8 de mayo de 1963 - Calabasas, 26 de enero de 2020) fue un entrenador de béisbol universitario estadounidense que trabajó durante 27 temporadas en Orange Coast College en Costa Mesa, California. Durante su carrera, llevó a los Pirates a cuatro títulos universitarios júnior del estado de California y en 2019 fue nombrado Entrenador Nacional del Año por la Asociación Estadounidense de Entrenadores de Béisbol.
Altobelli y otras ocho personas, incluida su esposa Keri, su hija Alyssa y el jugador de baloncesto profesional Kobe Bryant, murieron en un accidente de helicóptero en Calabasas, California.

## Primeros años
Altobelli nació en Chicago, Illinois el 8 de mayo de 1963. Fue el sexto de siete hijos. Su padre, Jim Altobelli, era un jugador de béisbol profesional.
Altobelli se graduó de Newport Harbor High School en Newport Beach, California. Se inscribió en Golden West College, donde jugó béisbol universitario para los Golden West Rustlers como jardinero. Se trasladó a la Universidad de Houston, donde terminó su carrera universitaria en el béisbol con los Houston Cougars de 1984 a 1985 y fue capitán del equipo de béisbol. En 1984, su temporada júnior, Altobelli lideró a los Cougars en carreras impulsadas (34), carreras anotadas (47) y triples (tres). Compartió ventajas en dobles (14) y bases robadas (ocho). En su último año en 1985, Altobelli tuvo un récord de una temporada de 57 boletos y lideró al equipo en carreras anotadas (68) y bases robadas (13).
Después de su temporada sénior, Altobelli jugó brevemente en la temporada de 1985 para los Miami Marlins de la Florida State League, que en ese momento era un equipo independiente Clase A de temporada completa. Altobelli regresó a la escuela después de jugar solo 15 juegos. Se graduó de la Universidad de Houston con una licenciatura en educación física en 1987. En 1988, obtuvo su maestría en educación de la Universidad Azusa Pacific.

## Carrera de entrenador
Altobelli comenzó su carrera como entrenador en 1986 como entrenador del equipo universitario júnior en Newport Harbor High School. En 1987, regresó a Houston como entrenador asistente de béisbol. De 1988 a 1992, Altobelli fue entrenador asistente en UC Irvine con Mike Gerakos.
Dos meses después de que UC Irvine recortara su equipo de béisbol por razones presupuestarias, Altobelli se convirtió en entrenador en jefe en Orange Coast College en julio de 1992. Altobelli llevó a los Orange Coast Pirates a campeonatos estatales en 2009, 2014, 2015 y 2019. Ganó el partido número 700 de su carrera en 2019. Fue nombrado Entrenador Nacional del Año para la División de la Asociación del Pacífico por la Asociación Estadounidense de Entrenadores de Béisbol en 2019. En 27 temporadas como entrenador en jefe de Orange Coast, Altobelli tuvo un récord acumulado de 705-478-4.
Durante tres temporadas de verano entre 2012 y 2014, Altobelli se desempeñó como entrenador en jefe de los Brewster Whitecaps en la Liga de Béisbol de Cape Cod. Entre sus jugadores se encontraban Aaron Judge de los New York Yankees, Jeff McNeil de los New York Mets y Ryon Healy de los Milwaukee Brewers.

## Vida personal
Altobelli y su primera esposa, Barbara Jean WooSam, tuvieron un hijo, John James (JJ). JJ jugó béisbol universitario para los Oregon Ducks antes de jugar profesionalmente para los Johnson City Cardinals, y más tarde se convirtió en cazatalentos de los Boston Red Sox. Altobelli y su segunda esposa, Keri L. Sanders, tuvieron dos hijas, Alexis y Alyssa.
Altobelli se sometió a una cirugía a corazón abierto en diciembre de 2012.

## Fallecimiento
Altobelli falleció el 26 de enero de 2020, cuando el helicóptero en el que viajaba se estrelló en Calabasas, California. Los nueve pasajeros a bordo murieron, incluida su esposa, Keri, su hija de 14 años, Alyssa, el exjugador de baloncesto profesional Kobe Bryant, la hija de Bryant, Gianna, de 13 años, Sarah Chester, la hija de Chester de 13 años. Payton, la entrenadora asistente de Mamba Sports Academy, Christina Mauser y el piloto de helicóptero, Ara Zobayan. Alyssa Altobelli, Gianna Bryant y Payton Chester fueron compañeros de equipo en el equipo de baloncesto de la Academia de Deportes Mamba. El grupo viajaba a la Academia de Deportes Mamba en Thousand Oaks para un torneo de baloncesto cuando el helicóptero se estrelló.
Altobelli y Kobe Bryant se hicieron amigos a través de sus hijas y anteriormente habían viajado juntos a prácticas y juegos. Altobelli invitó a Bryant a hablar con su equipo de béisbol en 2018. El entrenador de béisbol asociado de Orange Coast College, Nate Johnson, dijo de Altobelli: "Kobe lo eclipsa un poco, pero era su propio Kobe del mundo del béisbol universitario".
Como todos los demás pasajeros, la causa de la muerte de Altobelli fue un traumatismo directo.